# Remington MSR
Modular Sniper Rifle (модульна снайперська гвинтівка), або MSR — снайперська гвинтівка з ковзним затвором, яку розробила та випускала компанія Remington Arms для армії США. Гвинтівку представили у 2009 році для участі в програмі USSOCOM «Високоточна снайперська гвинтівка». Спочатку MSR перемогла у змаганні PSR і отримала службову назву Remington Mk 21 Precision Sniper Rifle. Проте, пізніше вирішили, що Mk 21 не задовольняє вимогам SOCOM у 2018 році, а тому було проведено нові випробування за результатами яких у 2019 році було обрано Barrett MRAD в якості Mk 22 Advanced Sniper Rifle.

## Історія
7 березня 2013 року MSR було оголошено переможцем змагань Precision Sniper Rifle. Компанія Remington анонсувала про перемогу MSR 8 березня, а публічно це підтвердили 9 березня. Компанія отримала контракт на 79.7 млн доларів на виробництво 5150 з глушниками, а також 4696800 набоїв, які мали поставити протягом наступних 10 років. Контракт було підписано 12 вересня 2013 року. Сама Remington Defense випускала снайперські гвинтівки, а дві інші компанії випускали інші компоненти системи: компанія Barnes Bullets — набої, а Advanced Armament Corporation — дулові гальма та глушники. Усі три компанії є дочірніми компаніями Freedom Group Incorporated.
У 2015 році армія США розглядала PSR для заміни гвинтівок .300 Winchester Magnum M2010 Enhanced Sniper Rifle та .50 BMG M107 Long Range Sniper Rifle для звичайних снайперів, але рішення не було прийнято. Корпус морської піхоти США також розглядав Mk 21 в якості заміни снайперської гвинтівки M40A5, але навряд чи візьме Mk 21 на озброєння, через більшу вартість системи, особливо набоїв у порівнянні з набоєм 7,62 мм НАТО M40A5.

## Конструкція
Гвинтівка Remington MSR має ручний ковзний затвор з обертовим замиканням. Для можливості зміни калібру, затвор має знімні головки затвора, де лице затвора відповідає потрібному калібру. Головки затвора мають три радіальних виступи для замикання. «Шасі» гвинтівки MSR зроблене з алюмінієвого сплаву, яке має компактну ствольну коробку, регульований спусковий механізм, пістолетне руків'я та регульований складний приклад. Швидкозмінні стволи розташовуються вільно у трубчастій цівці, яка має кілька рейок Пікатінні. На верхній частині ствольної коробки також розташовано монолітну рейку Пікатінні, яку використовують для встановлення прицільного обладнання (телескопічні або нічні приціли). Серед додаткового обладнання є знімні сошки та швидкознімний глушник, який встановлюють на спеціально сконструйоване дулове гальмо.
Модель яка виграла змагання PSR з модифікованою версією оригінальної MSR. Її можна заряджати набоями 7.62×51mm NATO, .300 Winchester Magnum та .338 Lapua Magnum. Повідомляють, що вона має середню точність 0.7 MOA на відстані 1000 м при використанні боєприпасів Barnes та ATK 300 гр (19,4 г) .338 Lapua Magnum.
Серед змін версії для PSR:
- Посилене дулове гальмо AAC для глушника Titan QD[11]
- Ствол .338 зі хроммолібденової сталі з кроком нарізів 1:9.5, нарізи 5R та мелонітовим покриттям (феритні нітроцементовані)
- Суцільна цівка з рейкою згори 20 MOA
- Доступ до гайки кріплення ствола не потребує зняття цівки
- Курок X-treme
- Невелика вага, знімний приклад з важільним регулюванням замість храпового механізму

14 серпня 2014 року армія анонсувала, що шукає джерело для виробництва бронебійних набоїв .338 Lapua для використання в Mk 21 PSR, щоб ефективно вражати цілі на відстані до 1500 м. Основною задачею гвинтівки є ураження бронежилетів IV класу на відстані 400 метрів, з глушником або без нього, в температурних діапазонах від -54 до 71 °C. Іншими мінімальними вимогами були: швидкість 410 м/с або більше на відстані 1250 м, при цьому кінетична енергія має бути 1356 Дж на відстані до 1500 м, а також можливість пробивати 9,5 мм катаної гомогенної броні (RHA) та 12,7 мм чавуну на відстані 800 м.

## Користувачі
- Алжир: Алжирський спецназ.
- Бразилія: Командування спеціальних операцій.[12]
- Колумбія: Колумбійський спецназ.[13]
- Франція: Сухопутні війська Франції.
- Ізраїль: Підрозділ «Мецада» пенітенціарної служби Ізраїлю.
- Італія: Збройні сили Італії.
- Мексика: Спецназ Мексики проти торгівлі наркотиками.
- Туреччина: Використовується Підводним наступом (Збройні сили Туреччини), Головним командуванням жандармерії та Командуванням спеціальних сил (Туреччина).[14][15]
- США: USSOCOM, перший переможець змагань Високоточна снайперська гвинтівка, пізніше виключена через невідповідність.[5]